# 那普·阿普拉·伊地那
那普·阿普拉·伊地那（约公元前887年—约公元前855年在位）（英語：Napu-apla-iddina）巴比伦国王。他维护其父那布·舒玛·乌金一世所建立的和平，与亚述国王沙尔马那塞尔三世签订和约，此外，他还致力于恢复宗教仪式，以求上天保佑，他的统治使文化得到重生。 